# Fuinha-dos-juncos

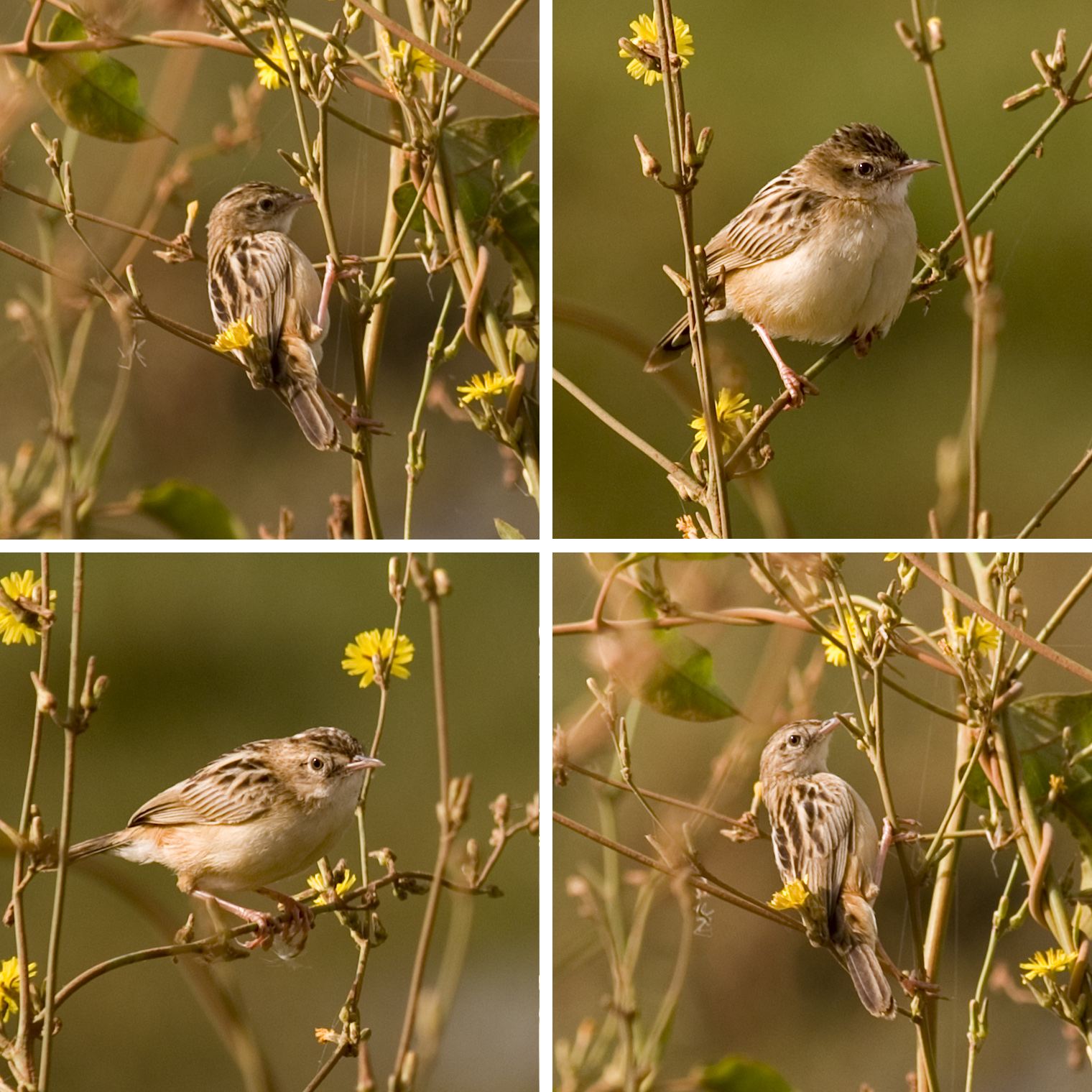
Cisticola juncidis.

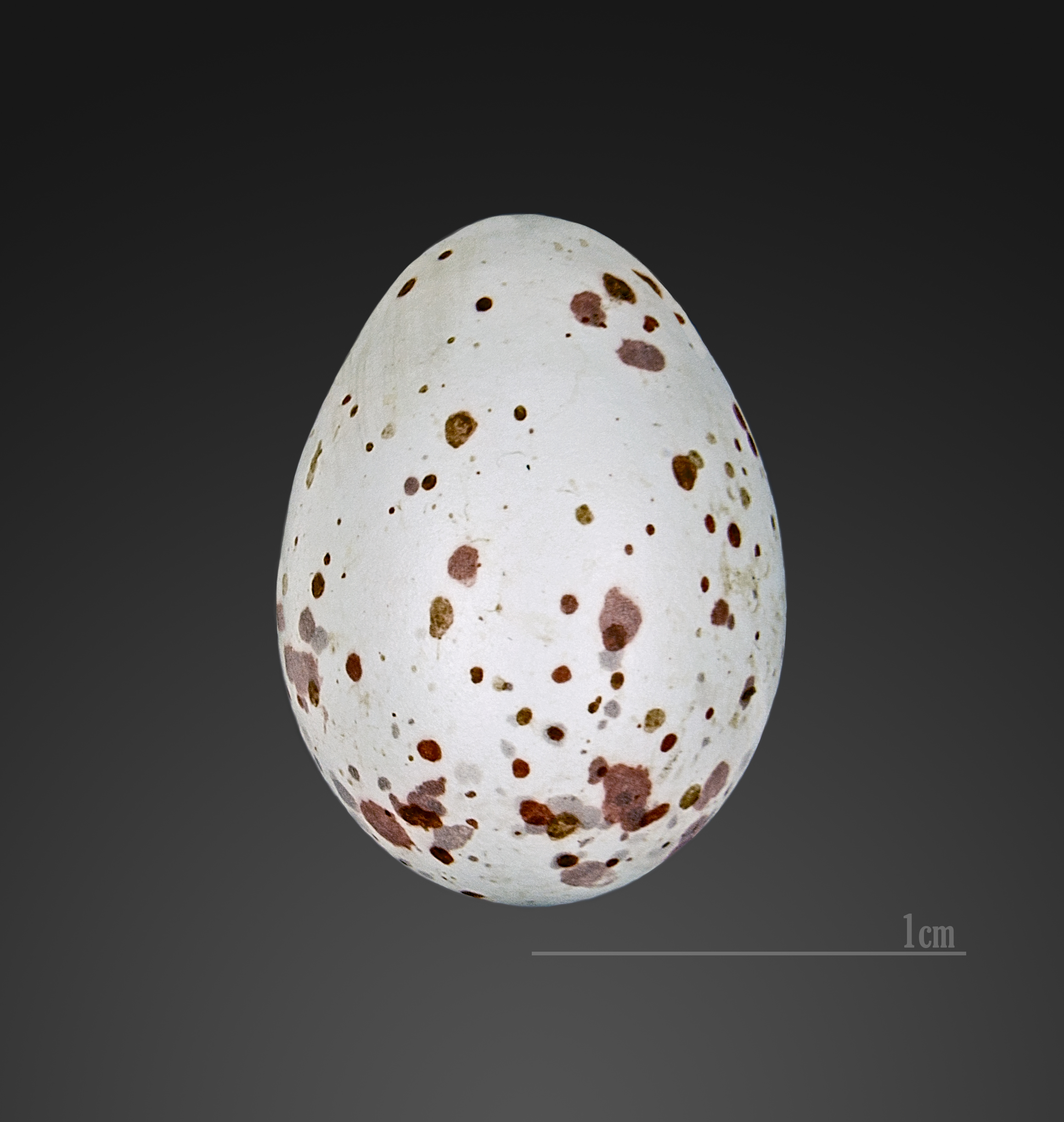
Cisticola juncidis MHNT

Fuinha-dos-juncos (Cisticola juncidis) é um pássaro da família Cisticolidae. É uma ave pequena, castanha e com o dorso riscado, que se esconde frequentemente por entre a vegetação, podendo por isso ser difícil de observar. Contudo, o seu canto, emitido em voo, torna esta pequena ave muito conspícua. O canto faz lembrar o som de um insecto e consiste numa única nota emitida a intervalos de cerca de 1 segundo: "zit... zit... zit...".
O seu ninho é construído no solo, por entre as ervas.
Esta espécie distribui-se pelo sul da Europa e por uma grande parte de África. Em Portugal é comum em espaços abertos, sendo especialmente numerosa nas terras baixas do litoral. A fuinha-dos-juncos é uma ave muito sensível às baixas temperaturas, o que explica em parte a sua escassez nas zonas serranas do interior norte e centro.